# 포항 오덕리 덕계서당
포항 오덕리 덕계서당(浦項 吾德里 德溪書堂)은 대한민국 경상북도 포항시 북구 기북면 오덕리에 있는 조선시대의 서당이다. 2016년 3월 17일 경상북도의 문화재자료 제639호로 지정되었다.

## 개요
포항 오덕리 덕계서당은 여강이씨 문중의 16대조 덕삼(德三 1654-1712)공을 사대봉사하기 위한 별묘로부터 비롯되었다 하나, 정확한 건립 시기는 불명확하다. 채집 가능한 자료를 분석·추정해보면 현재와 같은 모습을 갖춘 것이 늦어도 19세기 중반 이전이라는 것 정도만 확인이 된다.
현존하는 전통건축 중 서당이 흔치 않음을 고려해 볼 때 덕계서당의 역사적인 가치는 가볍다 할 수 없다. 특히 서당 내에 별묘를 함께 갖추고 있다는 점과 별묘의 건축과정에 한 가문의 절손(絶孫)으로 인한 최장방(最長房)으로의 체천위 등 유교적 봉제사 관습의 일면이 내포되어 있다는 점은 민속적인 측면에서 가치를 인정받을 수 있을 것으로 보인다.
덕계서당은 마을을 구성하는 하나의 요소로 고려될 때 더욱 가치가 있다. 마을 내 사우정고택과 애은당고택 그리고 용계정 등과 함께 덕동마을의 정체성과 역사성을 대변할 관련 유구로 보존된다면 향후 마을 전체 차원의 주거사 및 생활사 등을 연구하는데 귀중한 사료로 역할 할 수 있는 점 등 문화재로 지정되어 보존되어야 할 가치가 있다고 판단되어, 문화재자료로 지정하기로 한다.

## 참고 자료
- 포항 오덕리 덕계서당 - 국가유산청 국가유산포털